# Замок Скенфрит
Замок Скенфрит (англ. Skenfrith Castle, валл. Castell Ynysgynwraidd) — руины средневекового замка в деревне Скенфрит, Монмутшир, Уэльс. Укрепление было построено норманнами после завоевания Англии в 1066 году для охраны тракта из Уэльса в Херефорд. Вероятно, Вильям Фиц-Осберн, граф Херефорд, приказал возвести земляное укрепление с палисадом. В 1135 году началось крупное валлийское восстание, и король Стефан объединил замок Скенфрит и близлежащие замки Гросмонт и Уайт в лордство «Три замка», которое на протяжении нескольких веков играло важную роль в защите региона от валлийцев.
В конце XII века Скенфрит был перестроен в камне. В 1201 году король Иоанн Безземельный пожаловал замок влиятельному барону Хьюберту де Бургу, графу Кент. В течение следующих нескольких десятилетий замок переходил от одного владельца к другому, включая Хьюберта, его соперников Браозов и Корону. Хьюберт перестроил замок в форме прямоугольника с круглыми крепостными башнями и кольцевым донжоном. В 1267 году замок получил Эдмунд, граф Ланкастер; он оставался во владении графства (позже герцогства) Ланкастерского вплоть до 1825 года.
После завоевания королём Эдуардом I Уэльса в 1282 году военное значение замка Скенфрит сильно уменьшилось. К XVI веку замок уже не использовали и стал разрушаться. В 1936 году замок был передан Национальному фонду и сейчас находится в ведении агентства по охране культурного наследия Cadw.